# Solache
Solache är en ort i Mexiko.   Den ligger i kommunen Hidalgo och delstaten Michoacán de Ocampo, i den södra delen av landet, 150 km väster om huvudstaden Mexico City. Solache ligger 2 068 meter över havet och antalet invånare är 413.
Terrängen runt Solache är huvudsakligen kuperad, men söderut är den bergig. Runt Solache är det ganska tätbefolkat, med 93 invånare per kvadratkilometer. Närmaste större samhälle är Ciudad Hidalgo, 4,3 km väster om Solache. I omgivningarna runt Solache växer huvudsakligen savannskog.